# غانفور
جونفور هي شركة عالمية لتجارة السلع مسجلة في قبرص،  ولها مكتب تجاري رئيسي في جنيف ، سويسرا . لدى جونفور أيضًا مكاتب تجارية في سنغافورة ، وجزر البهاما ، ودبي ، مع شبكة من المكاتب التمثيلية في جميع أنحاء العالم. تعمل الشركة في مجال التجارة والنقل والتخزين والاستغلال الأمثل للنفط وغيرها من منتجات الطاقة، بالإضافة إلى استثمارات في محطات النفط ومرافق الموانئ. تتمثل عملياتها في تأمين النفط الخام في المنبع وتسليمه إلى السوق عبر خطوط الأنابيب والناقلات.
تعد الشركة، التي تأسست عام 2000 ، رابع أكبر تاجر للنفط الخام في العالم بعد
جلينكور وفيتول و ترافيجورا .   تم تأسيس الشركة والتحكم فيها بواسطة غينادي تيموشينكو مع توربوجورن تورنكفست (بعد اسم الشركة الأم  ) ؛ ومع ذلك، بسبب عقوبات الولايات المتحدة ، باع تيموشينكو حصته في الشركة إلى تورنكفست في مارس 2014.  
كانت روسيا أكبر مورد منفرد للنفط الخام في السابق، على الرغم من أن الشركة تنتج الآن معظم نفطها الخام من الأمريكتين، حيث يأتي أقل من 13 في المائة من روسيا.   كما أنها تتاجر في الخام الأفريقي والآسيوي وأمريكا الجنوبية وتنشط في جميع القارات.  في عام 2011 ، كان جونفور يتداول أقل من 20 ٪ من النفط الروسي المنقول بحرا. 

## روابط خارجية
- الموقع الرسمي